# Xanthopimpla punctifrons
Xanthopimpla punctifrons är en stekelart som beskrevs av Henry Keith Townes, Jr. 1973. Xanthopimpla punctifrons ingår i släktet Xanthopimpla och familjen brokparasitsteklar. Inga underarter finns listade i Catalogue of Life.